# Ghalia Lacroix
Ghalia Lacroix (Sidi Bou Said, ...) è una sceneggiatrice e montatrice tunisina, moglie e frequente collaboratrice del regista Abdellatif Kechiche.

## Filmografia

### Sceneggiatrice
- La schivata (L'Esquive), regia di Abdellatif Kechiche (2003)
- Cous cous (La Graine et le Mulet), regia di Abdellatif Kechiche (2007)
- Venere nera (Vénus noire), regia di Abdellatif Kechiche (2010)
- La vita di Adele (La Vie d'Adèle: Chapitres 1 et 2), regia di Abdellatif Kechiche (2013)
- Mektoub, My Love - Canto uno, regia di Abdellatif Kechiche (2017)
- Mektoub, My Love - Intermezzo, regia di Abdellatif Kechiche (2019)
- Il frutto della tarda estate (Taḥta aš-šajara), regia di Erige Sehiri (2022)

### Montatrice
- La schivata (L'Esquive), regia di Abdellatif Kechiche (2003)
- Cous cous (La Graine et le Mulet), regia di Abdellatif Kechiche (2007)
- Venere nera (Vénus noire), regia di Abdellatif Kechiche (2010)
- La vita di Adele (La Vie d'Adèle: Chapitres 1 et 2), regia di Abdellatif Kechiche (2013)
- Hedi, regia di Mohamed Ben Attia (2016)
- Les Épouvantails, regia di Nouri Bouzid (2019)
- Il frutto della tarda estate (Taḥta aš-šajara), regia di Erige Sehiri (2022)

### Attrice
- Bezness, regia di Nouri Bouzid (1991)
- Ṣamt al-quṣūr, regia di Moufida Tlatli (1994)
- For Ever Mozart, regia di Jean-Luc Godard (1996)

## Riconoscimenti
- Premio César
  - 2005 – Migliore sceneggiatura originale o adattamento per La schivata
  - 2008 – Candidatura al miglior montaggio per Cous cous
  - 2014 – Candidatura al miglior adattamento per La vita di Adele